# کاوازو، شیزوئوکا
کاوازو، شیزوئوکا (به لاتین: Kawazu, Shizuoka) یک منطقهٔ مسکونی در ژاپن است که در Kamo District واقع شده‌است. کاوازو ۱۰۰٫۷۹ کیلومترمربع مساحت و ۷٬۵۶۹ نفر جمعیت دارد.